# Hlavní pošta v Praze
Hlavní pošta v Praze je budova v Jindřišské ulici, kde sídlí pobočka České pošty Praha 1. Jde o rozsáhlou novorenesanční budovu postavenou v letech 1871–1874 a následně rozšiřovanou. V roce 1998 byla prohlášena za kulturní památku.

## Historie

### Předchůdci
Podle prvních zpráv se ve 14. století v místech, kde nyní stojí hlavní pošta v Praze, nacházela zahrada Angela z Florencie, který sloužil jako dvorní lékárník Karla IV. Po svém zakladateli nesla označení Andělská zahrada a existovala až do 70. let 19. století. V letech 1743 až 1782 tu existoval klášter řádu celestinek, jehož budovu s kaplí Zvěstování Panny Marie navrhl Kilián Ignác Dientzenhofer. Po zrušení kláštera v průběhu josefinských reforem v jeho budovách sídlil úřad a továrna na tabák. Stavba byla zbořena v roce 1871, aby uvolnila místo chystané nové poště.

### Výstavba
V roce 1871 začala výstavba třípatrové budovy s nižšími vedlejšími trakty. Základní stavba byla dokončena v roce 1874, ale už od roku 1873 v budově sídlila pošta Prahy 1 a další poštovní úřady. V dalších letech byla stavba rozšiřována. O plány na přestavbu a rozšíření budovy hlavní pošty v roce 1901 se částečně zasloužil poštovní architekt Friedrich Setz. V roce 1922 bylo přistavěno čtvrté patro.

### Od dostavění až do současnosti
Přestavba plánovaná ve 30. letech a spočívající v masivním rozšíření budovy až na desetiposchoďový dům se nikdy neuskutečnila.
Za pražského povstání byla pošta místem tvrdých bojů, když se ji nacisté marně pokoušeli obsadit.
Budova byla několikrát rekonstruována (na přelomu 40. a 50. let, v 60. letech a v 90. letech). Celková rekonstrukce budovy, která proběhla v letech 1996 až 1999, stála 682 milionů korun.
Roku 1998 byla vyhlášena kulturní památkou.

## Architektura a výzdoba

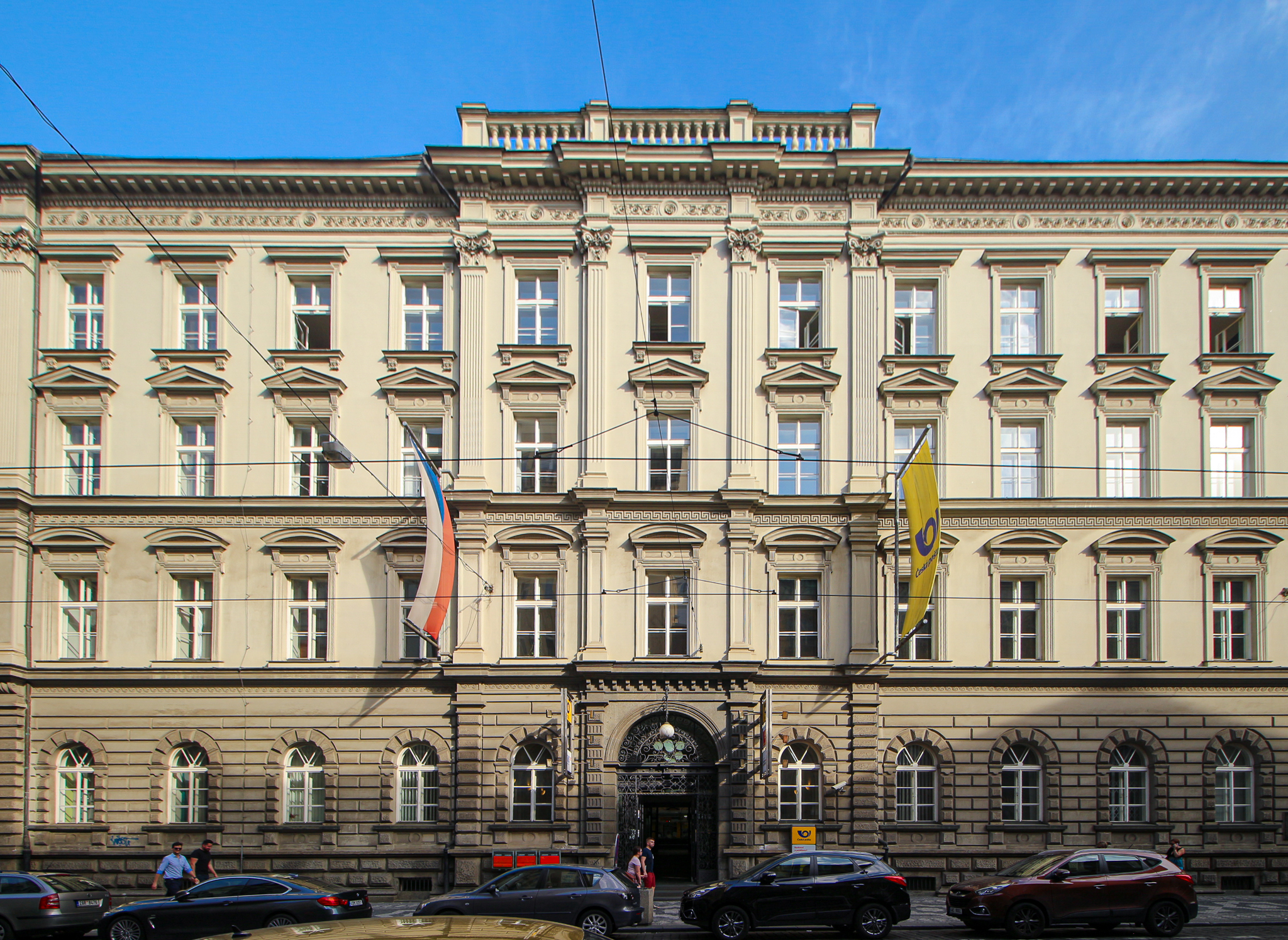
Vstupní průčelí budovy

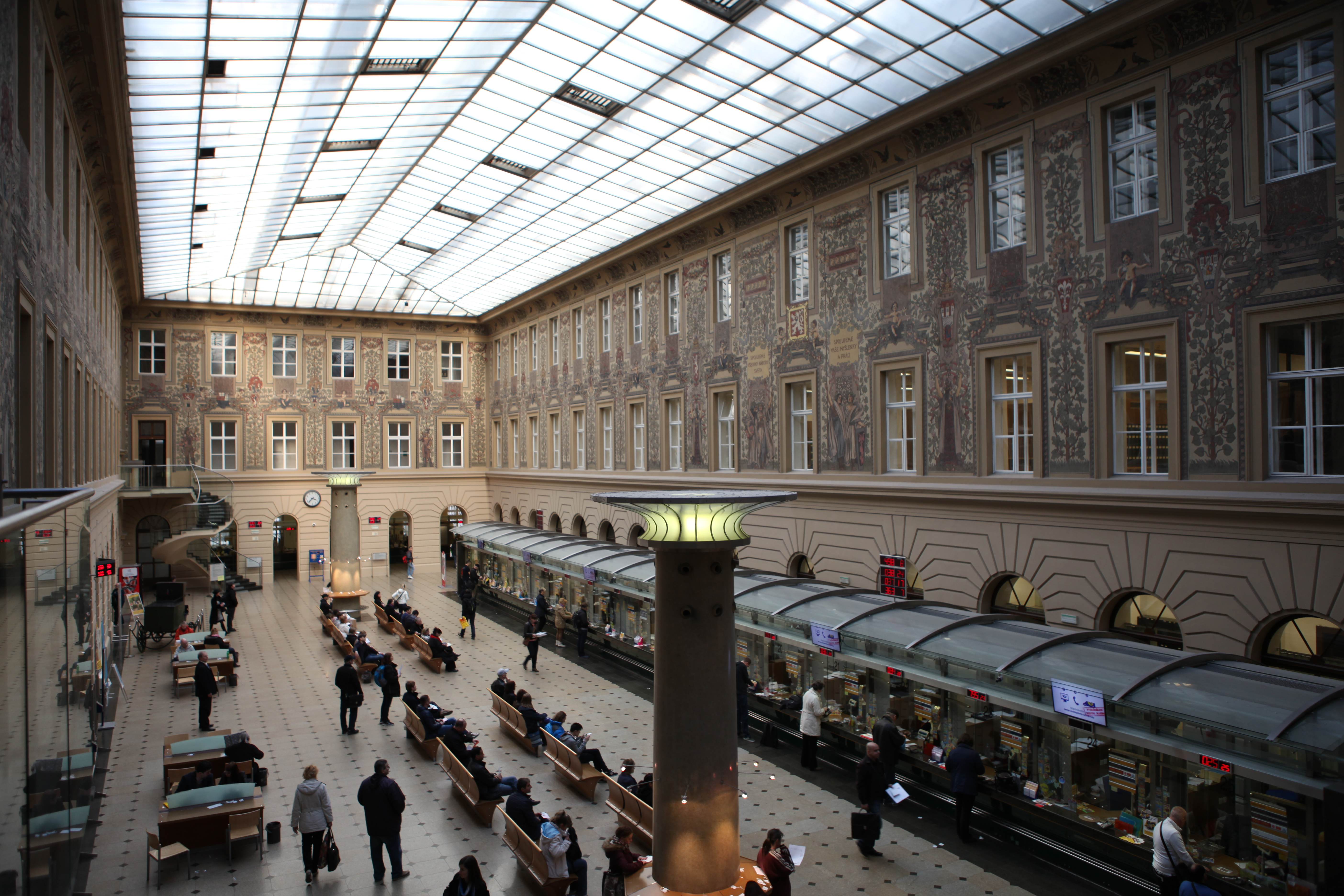
Pohled do dvorany.

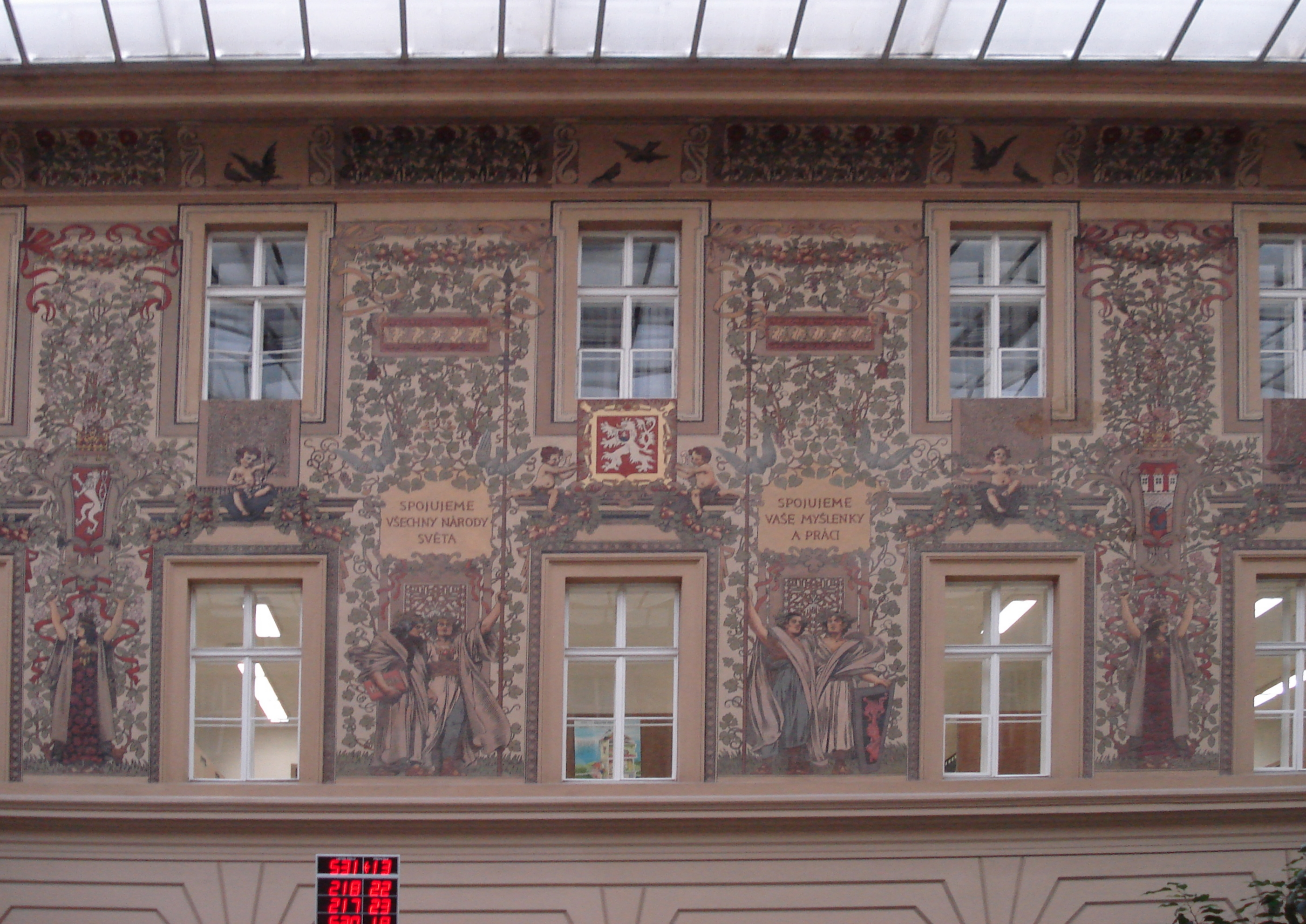
Výzdoba dvorany od Karla Vítězslava Maška.

Nyní čtyřpatrová budova byla postavena v novorenesančním slohu podle návrhu Antonína Brandnera stavitelem Janem Bělským. Centrem je velká odbavovací hala s prosklenou střechou, původně dvůr k zajíždění poštovních vozů. O malířskou výzdobu se postaral Karel Vítězslav Mašek, který ve své tvorbě využil jak scény z dopravy a poštovnictví, tak množství botanických motivů, souvisejících s minulostí místa. Na ochozu ve dvoraně jsou historické fotografie zaměstnanců pošty a staré poštovní přihrádky.

## Využití
Budovu využívalo poštovní a telegrafní ředitelství. Je sídlem pobočky České pošty Praha 1 a nabízí široký okruh služeb. V bočním traktu s vchodem z ulice Politických vězňů sídlí ředitelství České pošty.
V budově se nachází 1780 poštovních přihrádek.
Hlavní pošta je napojena na systém pražské potrubní pošty, jejíž síť se právě odsud paprsčitě rozbíhá do pěti hlavních větví.
V roce 2023 nabízí budovu Česká pošta k prodeji za 1,325 mld. Kč. Pošta chce nadále používat jen zastřešenou dvoranu a prostory v druhém patře.